# 香川大学教育学部附属特別支援学校
香川大学教育学部附属特別支援学校（かがわだいがくきょういくがくぶふぞくとくべつしえんがっこう）は、香川県坂出市にある特別支援学校。

## 所在地
- 〒762-0024　香川県坂出市府中町綾坂889

## 沿革
- 1965年4月1日 - 香川大学教育学部附属坂出小学校に特殊学級「南組」が設置。
- 1967年4月1日 - 附属坂出中学校に特殊学級が設置。
- 1975年4月1日 - 香川大学教育学部附属養護学校設置。
- 2004年4月1日 - 国立大学法人化。
- 2007年4月1日 - 香川大学教育学部附属特別支援学校と改称。

## 学部
- 小学部
- 中学部
- 高等部